# Radio Télévision Gabonaise

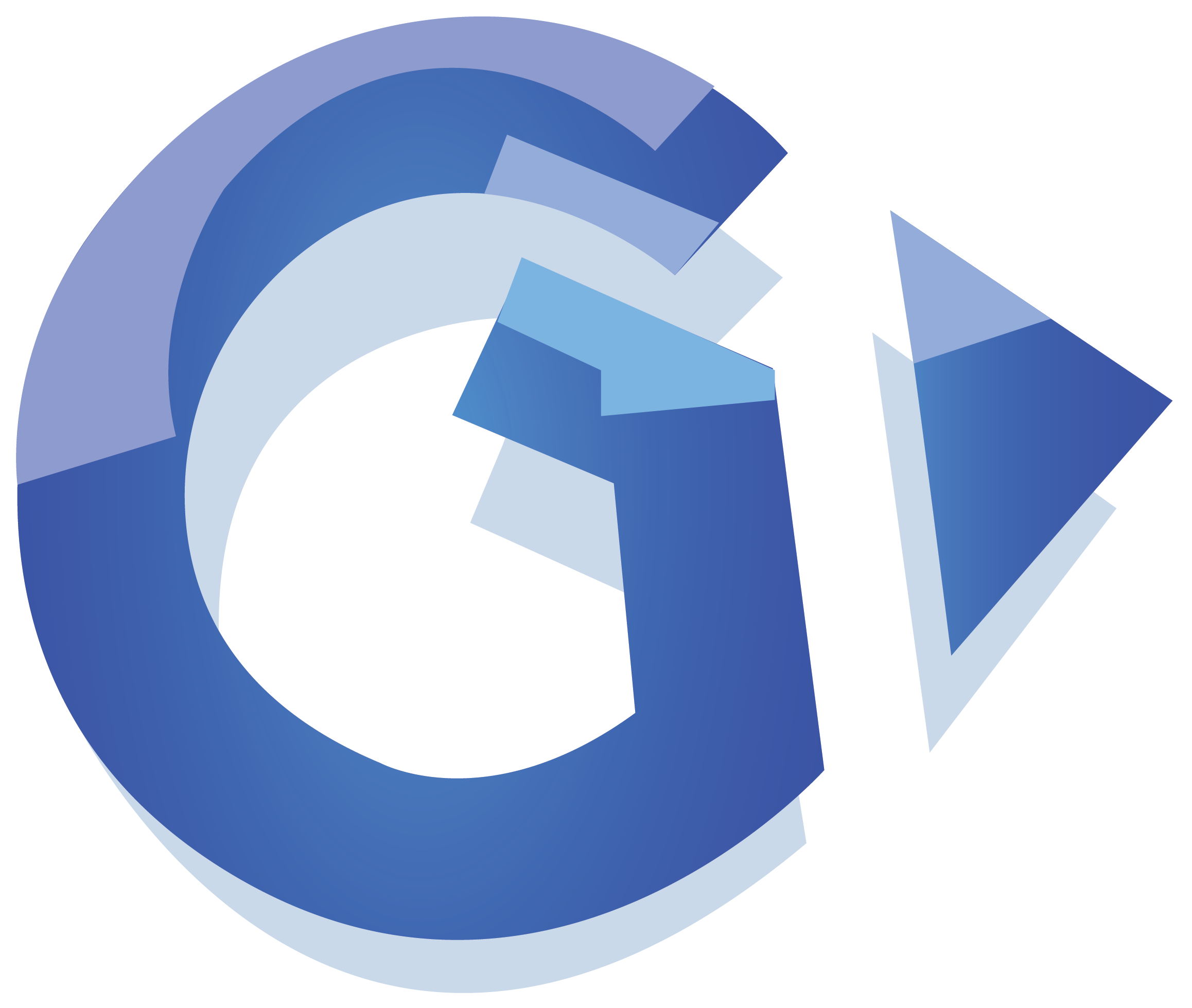
Gabon TV

A Radio Télévision Gabonaise (RTG) é a emissora nacional do Gabão. Sua sede está na capital Libreville.
O canal de televisão RTG, de formato geral, surgiu em maio de 1963, sob a ação do presidente Léon Mba, ansioso por dotar seu país de modernos meios de comunicação. Sua missão é "Informar, educar e entreter". As primeiras transmissões começam na noite de 9 de maio, às 21h30, com uma série de discursos de líderes técnicos e políticos (discurso de Robert Pontillon, diretor do Escritório para a Radio Cooperação, Raymond Triboulet, Ministro da Cooperação da França. Léon Mba, Presidente da República Gabonesa), seguido de um primeiro noticiário de televisão.